# Сунне
Сунне (швед. Sunne) — містечко (tätort, міське поселення) у центральній Швеції в лені  Вермланд. Адміністративний центр комуни  Сунне.

## Географія
Містечко знаходиться у центральній частині лена  Вермланд за 375 км на захід від Стокгольма.

## Історія
У 1920 році Сунне отримав статус чепінга. А з 1971 року увійшов до складу однойменної комуни.

## Герб міста
Символ використовувався спершу ландскомуною Сунне, потім ландскомуною Стура Сунне, а з 1963 року — чепінгом Сунне. Герб торговельного містечка (чепінга) отримав королівське затвердження 1963 року.
Герб: у синьому полі срібний міст, під яким такий же ніс човна, а над мостом — скошені навхрест два багри та сокира в стовп, усі срібні.
Міст вказує на назву комуни, яка в діалектичній формі означає «протоку». Човен є традиційним транспортним засобом у комуні. Багри й сокира підкреслюють специфіку праці місцевих мешканців.
Після адміністративно-територіальної реформи, проведеної у Швеції на початку 1970-х років, муніципальні герби стали використовуватися лишень комунами. Цей герб був 1971 року перебраний для нової комуни Сунне. 

## Населення
Населення становить 5 098 мешканців (2018). 

## Спорт
У поселенні базується футбольний клуб ІФК Сунне, хокейний ІК Сунне та інші спортивні організації. 

## Галерея

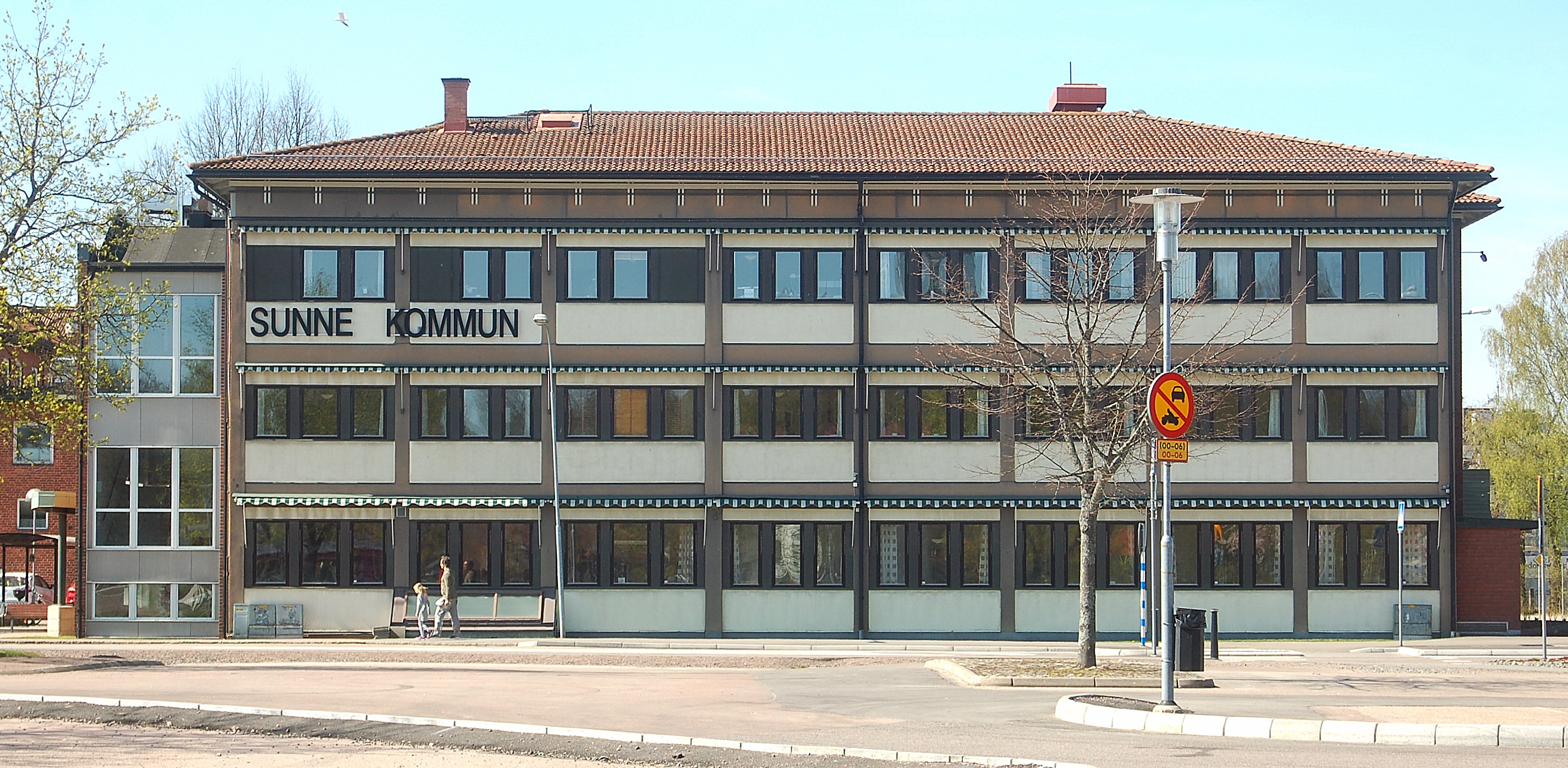
Управа комуни
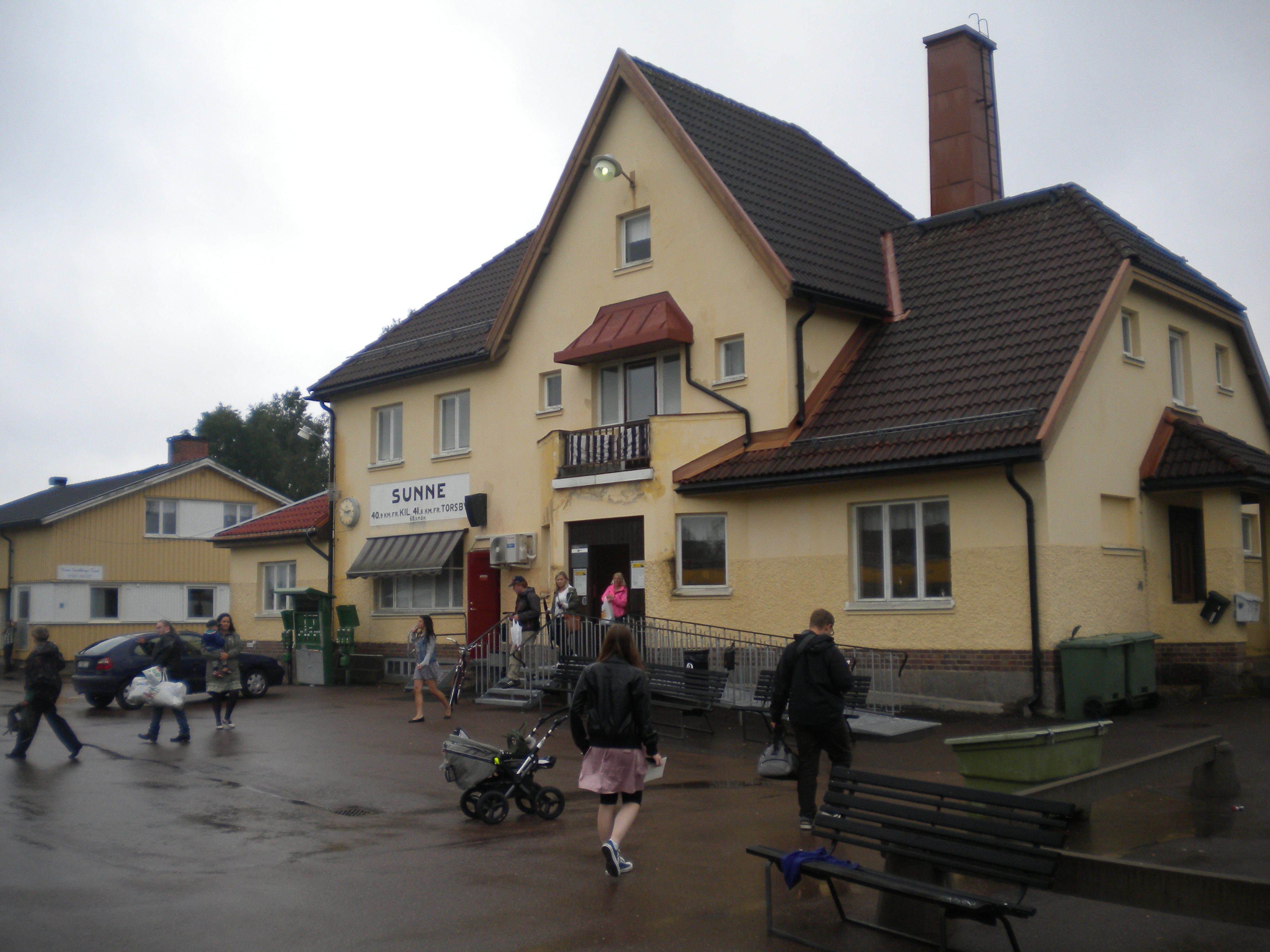
Залізнична станція
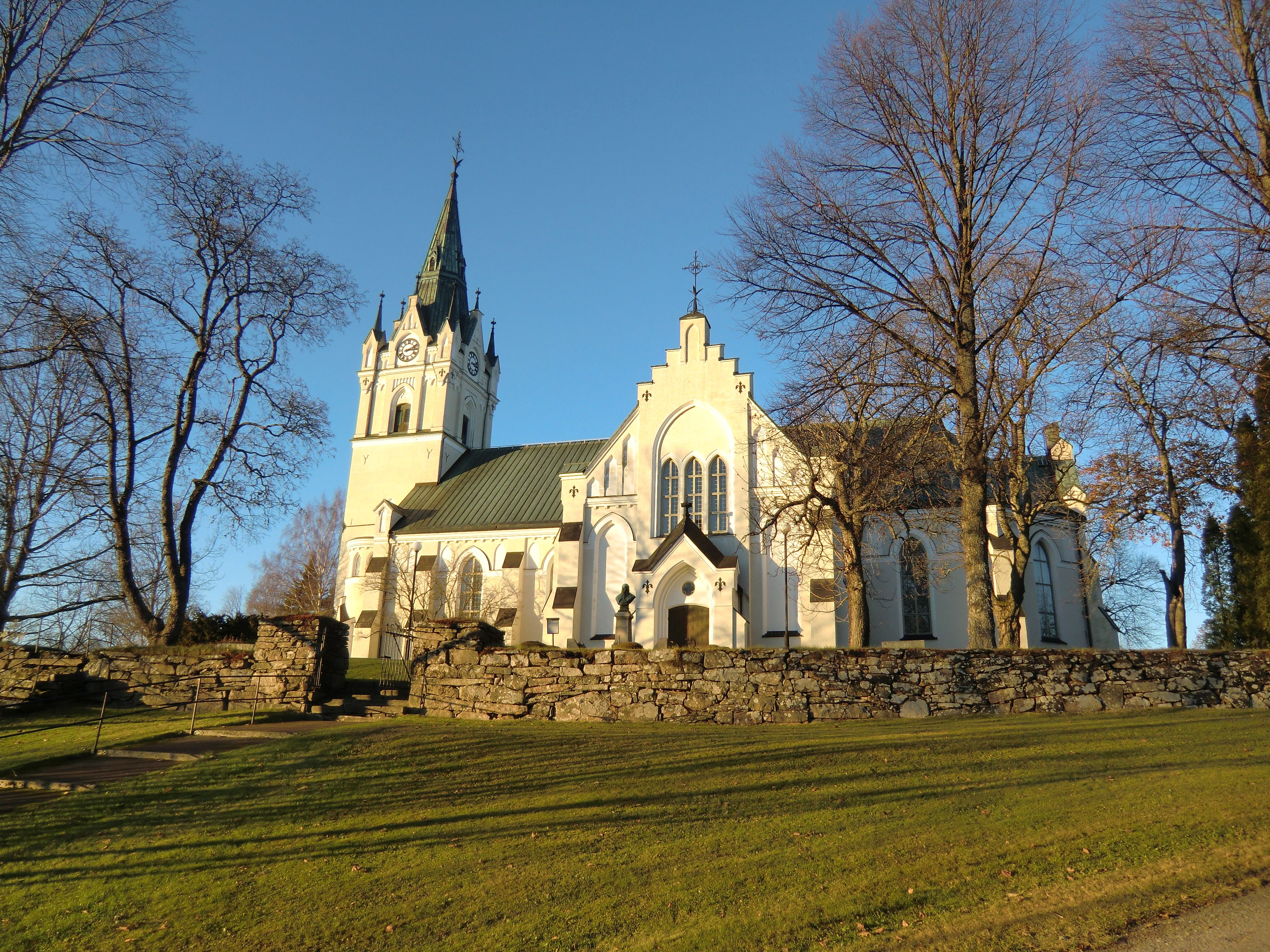
Церква
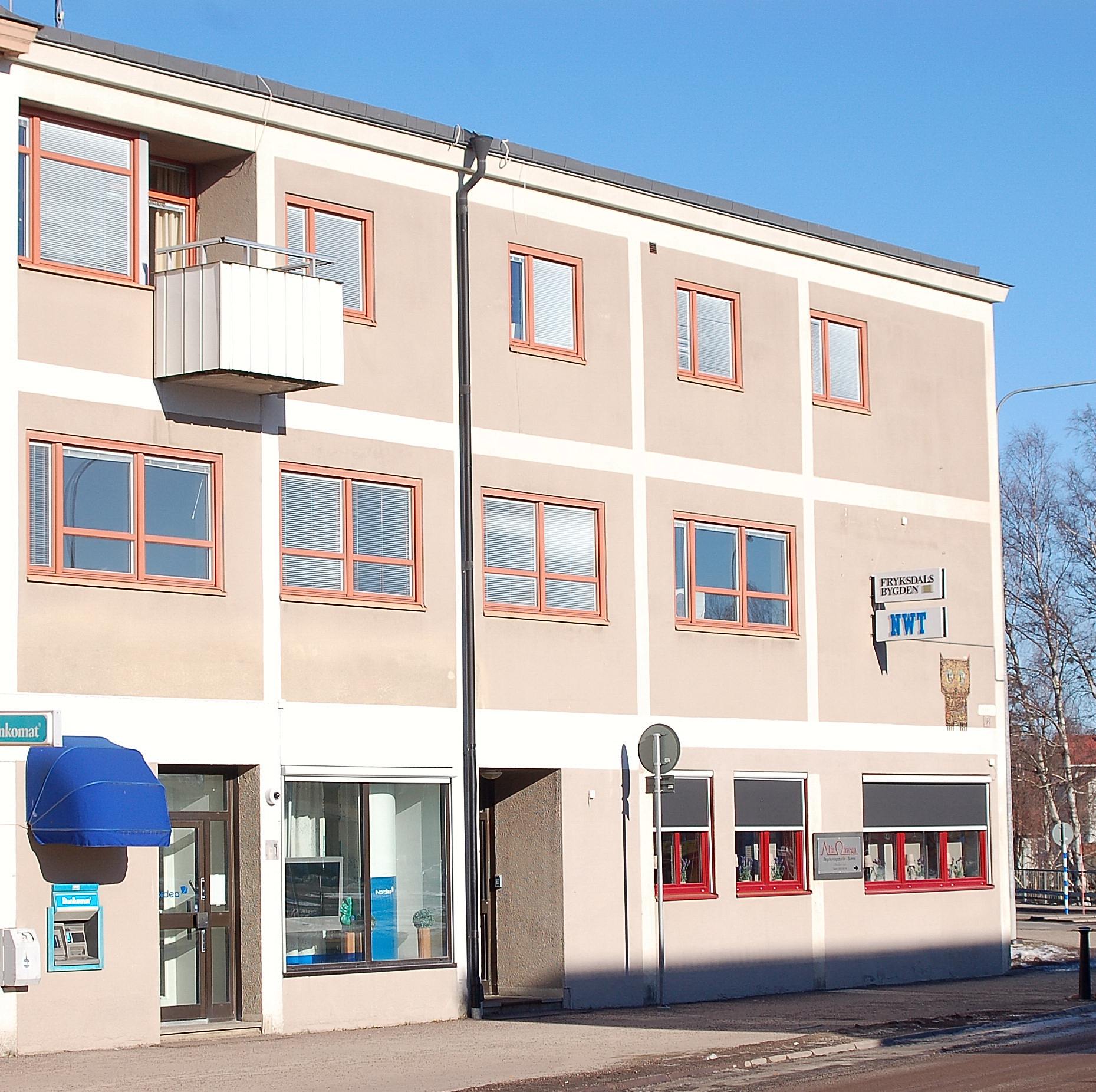
У центрі міста

## Покликання
- Сайт комуни Сунне [Архівовано 6 березня 2021 у Wayback Machine.]